# Castillon (tổng của Arthez-de-Béarn)
Castillon (tên chính thức Castillon (tổng của Arthez-de-Béarn), đôi khi được gọi là Castillon-d'Arthez) là một commune tỉnh Pyrénées-Atlantiques, thuộc vùng Aquitaine, tây nam nước Pháp.